# سولومون كارتر فاولر
سولومون كارتر فاولر (بالإنجليزية: Solomon Carter Fuller)‏ هو طبيب نفسي ليبيري، ولد في 1872 في مونروفيا في ليبيريا، وتوفي في 1953.